# 2018-2019년 미국 연방 정부 폐쇄
2018년 미국 연방 정부 폐쇄(美國聯邦政府閉鎖)는 2018년 ~ 2019년까지 발생한 일련의 미국 연방 정부 폐쇄 사태이다. 2018년 12월 22일 토요일 자정에 시작되어 미국 연방 정부는 다음 회계 연도에 대한 예산을 책정하거나 임시 해결안을 제정하지 않았기 때문에 시작되었다. 2019년까지 지속된 이번 중단은 멕시코와 미국 간 장벽에 대한 자금 지원 현황 및 금액에 관한 분쟁의 결과였으며 수십억 달러의 비용이 소요될 수 있다.

## 배경
2018년 9월, 미국 의회는 2018년 10월 1일에 시작된 2019년 연방 예산 회계 연도에 대해 2건의 세출 법안을 통과시켰고, 12월 6일 조지 H. W. 부시 전 대통령의 장례식으로 인해 연기 된 도널드 트럼프 미국 대통령의 제안 된 국경 장벽에 대한 협상을 위한 더 많은 시간을 주기 위해 12월 21일까지 두 번째 계속되는 결의안을 통과시켰다.
12월 11일 트럼프 대통령은 상원의원과의 회담을 갖고 국경 장벽에 대한 50억 달러를 지원하라고 요청했으나 거절당하였다.

## 영향을 받는 기관
- 국무부
- 재무부
- 내무부
- 농업계열
- 상무부
- 주택 도시 개발부
- 교통부
- 국토안보부
- 보건복지부
- 대통령실
- 사법부
- 독립기관

## 영향을 받지 않는 기관
- 국방부
- 노동부
- 보건복지부 산하 기관
- 에너지부
- 교육부
- 재향 군인 정책국
- 내부 기관의 일부 부서
- 일부 독립기관
- 컬럼비아 특별구 (워싱턴 D.C)
- 입법부

## 피해
블룸버그 통신은 셧다운이 계속될 경우, 미국 환경보호국에서 근무하는 약 1만4000명의 공무원들의 일시적 해고(furlough) 상태가 될 것이며, 스미스소니언 박물관도 내달 2일부터 문을 닫을 예정이라고 보도했다.

## 같이 보기
- 정부 폐쇄
- 미국 연방 정부 폐쇄
- 1995년~1996년 미국 연방 정부 폐쇄
- 2011년 미국 채무한계 위기